# Батьха (Йенбинь)
Батьха (вьет. Bạch Hà) — община в уезде Йенбинь провинции Йенбай во Вьетнаме.

## География
Община Батьха расположена на востоке уезда Йенбинь и граничит:
- на востоке — с провинцией Туенкуанг,
- на западе — с общиной Вулинь.
- на юге — с общинами Винькьен и Йенбинь.
- на севере — с общиной Фукан и провинцией Туенкуанг.

Община расположена между трёх гор — Лен (500 м), Хамронг (700 м) и Ла (958 м), вода с последней используется для орошения полей. На территории общины несколько крупных рек. Климат мягкий, среднегодовая температура — 22,9°, большие перепады дневных и ночных температур. Такие условия хорошо подходят для выращивания риса.
Община Батьха имеет площадь 20,74 кв. км², население в 2019 году составляло 4113 человек, плотность населения — 198 человек/км².

## История
Раньше община Батьха была частью общины Вулинь уезда Йенбинь.
16 февраля 1967 г. министр внутренних дел издал Постановление № 51-NV о разделении общины Вулинь на две: Вулинь и Батьха.

## Экономика
К концу 2016 года община Батьха соответствовала 16 из 19 новых сельских стандартов (NTM) и не соответствовала трём: образование, экология и количество бедных домохозяйств. За время преобразования по программе NTM доход на душу населения вырос с 14 млн донгов/год в 2011 году до, оценочно, 27,5 млн донгов/год в 2017 г. Часть сельскохозяйственных земель была засажена более экономически выгодными растениями — фруктовыми деревьями (помело и драконьим фруктом). Межобщинная дорога полностью и значительная часть внутриобщинных получили твёрдое покрытие. В 2013 году открыт медпункт.
В Батьха произрастает особый вид клейкого риса, известный высоким качеством и отменным вкусом. В 2018 году «рис Батьха» (вьет. Gạo Bạch Hà) был зарегистрирован как торговая марка; свидетельство об этом было вручено представителям общины на церемонии 26 октября 2018 года. В год производится 1500 тонн риса, из них около 550 тонн уходит на продажу за пределы общины.